# Museumsmanagement Niederösterreich
Die Museumsmanagement Niederösterreich GmbH ist eine gemeinnützige Kulturgesellschaft, die die über 700 Museen, Sammlungen, Gedenkstätten, Ausstellungshäuser und Themenwege im österreichischen Bundesland Niederösterreich betreut. Sie ist zu 100 % Tochter der Kultur.Region.Niederösterreich GmbH. Ihre Aufgaben entwickelten sich aus den Anliegen des 1990 gegründeten Dachverbands der Museen und Sammlungen in Niederösterreich und den kulturpolitischen Zielen des Landes Niederösterreich (Kulturstrategie des Landes Niederösterreich).

## Aufgaben und Ziele
Das Museumsmanagement Niederösterreich führt eine Datenbank und ein Archiv über die Museumslandschaft in Niederösterreich. Zu den Serviceleistungen für die niederösterreichischen Museen zählen Digitalisierungsmaßnahmen, Inventaraufnahmen, Beratung in Fachfragen, die Herausgabe von Publikationen und die Organisation von Veranstaltungen wie dem Museumsfrühling Niederösterreich und dem NÖ Museumstag. Das Museumsmanagement ist Veranstalter von Fortbildungen im Bereich Kulturvermittlung, Museumspraxis, Klein- und Flurdenkmäler, Regional- und Heimatforschung sowie Volkskunde / Europäische Ethnologie. Im Auftrag des Landes Niederösterreich wickelt das Museumsmanagement Niederösterreich die Museumsförderung ab.
Ziele des Museumsmanagement Niederösterreich sind mit angewandter Kulturarbeit und Kulturvermittlung die positive Entwicklung und Imagesteigerung der musealen Einrichtungen in Niederösterreich voranzutreiben sowie einen Beitrag zur Bewahrung und Zugänglichmachung des kulturellen Erbes des Landes zu leisten. Bürostandort ist St. Pölten.

## Museumsfrühling Niederösterreich
Seit 1978 wird jährlich im Mai weltweit der vom Internationalen Museumsrat ICOM ausgerufene Internationale Museumstag begangen, um auf die Bedeutung und Vielfalt der Museen hinzuweisen. Das Museumsmanagement Niederösterreich veranstaltet anlässlich dieses Tages seit 2016 den Museumsfrühling Niederösterreich. Ca. 100 Museen und Sammlungen – von Heimat-, Stadt-, Stifts- und Regionalmuseen bis hin zu großen Ausstellungshäusern – machen an einem Wochenende im Mai landesweit mit besonderen Programmen auf sich aufmerksam.

## Projekte
Im grenzüberschreitenden Interreg-Projekt „Heritage SK-AT“ wird das kulturelle Erbe der Grenzregion Österreich – Slowakei erforscht, digitalisiert und präsentiert.
Die Vermittlung des Kulturerbes des gemeinsamen Grenzraums Südböhmen, Vysočina, Südmähren und Niederösterreich ist Inhalt des Interreg-Projekts Projekt „I-Cult“.
Weitere Projekte widmen sich der Erforschung der zehn ältesten niederösterreichischen Stadtmuseen („MuseumsMenschen“ in Kooperation mit der Donau-Universität Krems), einer Qualitätsoffensive niederösterreichischer Museumsdepots („Schätze ins Schaufenster“ in Kooperation mit der Universität für Angewandte Kunst in Wien) und der Sammlungs-Aufarbeitung der ehemaligen Kriegsmuseen zum Ersten Weltkrieg.